# Mons, Gard
Mons este o comună în departamentul Gard din sudul Franței. În 2009 avea o populație de 1.458 de locuitori.

## Evoluția populației
| An        | 1975 | 1982  | 1990  | 1999  | 2006  | 2009  |
| --------- | ---- | ----- | ----- | ----- | ----- | ----- |
| Populație | 644  | 1.040 | 1.387 | 1.349 | 1.426 | 1.458 |